# كوشك (شبستر)
كوشك هي قرية في مقاطعة شبستر، إيران. يقدر عدد سكانها بـ 865 نسمة بحسب إحصاء 2016.